# Spanțov
Spanțov est une commune roumaine située dans le județ de Călărași.